# Auriscalpium
Auriscalpium Gray (szyszkolubka) – rodzaj grzybów z rodziny szyszkogłówkowatych (Auriscalpiaceae). Na całej półkuli północnej występuje tylko 1 gatunek – szyszkolubka kolczasta, wszystkie pozostałe gatunki występują na półkuli południowej.

## Charakterystyka
Grzyby hydnoidalne, saprotrofy rosnące na opadłych szyszkach drzew iglastych. Grzyby kapeluszowe o hymenoforze kolczastym. Górna, bezpłodna powierzchnia owocników owłosiona. System strzępkowy dimityczny, strzępki szkieletowe występują w kontekście, strzępki generatywne ze sprzążkami. W hymenium występują gleocystydy. Podstawki nieco maczugowate, 4- sterygmowe, ze sprzążką bazalną. Bazydiospory elipsoidalne, o powierzchni ornamentowanej, amyloidalne.
Auriscalpium jest filogenetycznie bardzo blisko spokrewniony z Gloiodonem tworzącym rozpostarte owocniki i Dentipratulum, tworzącym skupiska hydnoidalnych owocników.

## Systematyka i nazewnictwo
Pozycja w klasyfikacji: Auriscalpiaceae, Russulales, Incertae sedis, Agaricomycetes, Agaricomycotina, Basidiomycota, Fungi (według Index Fungorum).
Takson u tworzył w 1821 r. Samuel Frederick Gray. Synonimy: Pleurodon Quél. ex P. Karst. 1881. Nazwę polską zaproponował Władysław Wojewoda w 2003 r., dawniej w polskim piśmiennictwie mykologicznym rodzaj ten opisywany był jako szyszkogłówka lub kolczak.
Gatunki występujące w Polsce:
- Auriscalpium vulgare Gray 1821 – szyszkolubka kolczasta

Nazwy naukowe na podstawie Index Fungorum. Wykaz gatunków i nazwy polskie według Władysława Wojewody.